# 太白花楸
太白花楸（学名：Sorbus tapashana）为蔷薇科花楸属的植物，为中国的特有植物。分布在中国大陆的新疆、陕西、甘肃等地，生长于海拔1,900米至3,500米的地区，多生长于云杉以及冷杉杜鹃林中，目前尚未由人工引种栽培。